# Allium runyonii
Allium runyonii là một loài thực vật có hoa trong họ Amaryllidaceae. Loài này được Ownbey mô tả khoa học đầu tiên năm 1950.